# Rockford, Tennessee
Rockford är en ort i Blount County i Tennessee. Vid 2010 års folkräkning hade Rockford 856 invånare.